# The WB

Logo des Senders The WB

The WB (offiziell The WB Television Network) war ein US-amerikanisches Fernseh-Network, das zum Medienkonzern Time Warner gehörte. Das Network nahm seinen Sendebetrieb am 11. Januar 1995 als Joint-Venture zwischen Warner Bros. Entertainment und Tribune Broadcasting auf. Der Sendebetrieb des Networks endete am 17. September 2006; Nachfolger ist das Network „The CW“, das aus der Fusion des WB-Networks mit dem United Paramount Network (UPN) hervorgegangen ist.
Das Network entstand praktisch zeitgleich mit UPN im Zuge des Erfolgs des 1986 gegründeten FOX-Network. Darüber hinaus bahnten sich Veränderungen in der US-Medienlandschaft an, verschiedene Filmstudios und Medienunternehmen fusionierten oder wechselten den Besitzer in den 1980ern/1990ern und die Federal Communications Commission (FCC) hob das Verbot der konzerninternen (in-house) Produktion auf. Dadurch befürchteten die Studios ohne Haussender, dass sie keine Abnehmer mehr für ihre Sendungen finden.
Die Befürchtung bewahrheitete sich bei Warner Bros. Television jedoch nicht, vor allem NBC und CBS blieben – trotz eigener Produktionskanäle – loyale Kunden bei Warner. Dadurch richtete sich The WB schon ab dem ersten Jahr auf spezifische Zuschauergruppen aus: die ersten Jahre wurden vor allem mit günstigen Sitcoms aus dem eigenen Haus bestritten, welche sich an ein afroamerikanisches Publikum richteten. Später verschwanden diese Shows und The WB spezialisierte sich auf ein Programm für Jugendliche und junge Erwachsene – eine Zielgruppe, welche für die bereits etablierten Broadcast Networks nicht besonders interessant schien.
Aufgrund der Zielgruppe, der damit verbundenen tendenziell schwachen Quoten und dem Inhalt, den man aufbringen muss, um das Programm zu füllen, war The WB in der unbequemen Lage, streng auf die Kosten achten zu müssen, was meist darauf hinauslief, dass ein Großteil des Programms konzernintern bei Warner Bros. Television bezogen werden musste, welches auch ohne die Produktionen für The WB gut ausgelastet war. Wohl auch aus diesem Grund verschmolz The WB im September 2006 mit dem Konkurrenten UPN zum neuen Network The CW. Damit stellte zum ersten Mal seit DuMont 1956 ein amerikanisches Network den Betrieb ein.
Zurzeit besteht für frühere US-Zuschauer des Senders The WB die Möglichkeit, frühere Serien und Sendungen über das Internet anzusehen. Da es internationale Rechtsbestimmungen verbieten, können deutsche Zuschauer diesen Service nicht nutzen.

## Sendungen
Beispiele für auch in Deutschland bekannte Serien, die bei The WB (erst-)ausgestrahlt wurden, sind:
- Angel – Jäger der Finsternis
- Auf schlimmer und ewig
- Buffy – Im Bann der Dämonen
- Charmed – Zauberhafte Hexen
- Dawson’s Creek
- Eine himmlische Familie
- Everwood
- Gilmore Girls
- Hallo Holly
- One Tree Hill
- Reba
- Sabrina – Total Verhext! (2001–2003)
- Smallville
- Summerland Beach
- Supernatural